# بيبي عائشة (مجاهدة)
بيبي عائشة (بالدرية: بی‌بی عایشه) هي مجاهدة سابقة وكانت أميرة الحرب الوحيدة المعروفة في أفغانستان. كانت تقود قوة من 500–1,000 رجل في مقاطعة نهرین في ولاية بغلان. وتُعرف أيضًا باسم القائد كفتر (بالدرية: قوماندان كفتر) ويعني "الضبعة"، عملت لمدة عقدين على الأقل، وقاتلت القوات السوفيتية ثم ميليشيا طالبان كجزء من الجمعية الإسلامية.  استمرت في قيادة ميليشياتها خلال جمهورية أفغانستان الإسلامية.